# 卡尔姆特豪特
卡尔姆特豪特（荷蘭語：Kalmthout，荷蘭語發音：[ˈkɑl(ə)mtɦʌut]）是比利时弗拉芒大區安特衛普省安特衛普區的一个市镇，西部和东北部与荷兰接壤，通行荷蘭語，是弗拉芒社群的一部分，面积59.45平方千米，人口18,872人（2020年1月1日）。